# Tenshi no Frypan
Tenshi no Frypan (天使のフライパン, literalment "La Paella de l'Àngel") és un manga escrit i il·lustrat per Etsushi Ogawa. Fou serialitzat en la revista de Kodansha Comic Bom Bom que està destinada als infants en edat primària. Tenshi no Frypan rebé en 2007 el Kodansha Manga Award per la categoria de manga de xiquets.